# سيوكورو مانابي
سيوكورو مانابي (باليابانية: 真鍋 淑郎) هو عالم أمريكي-ياباني مختص بعلوم الأرصاد الجوية والمناخ. قدم مساهمات رائدة في استخدام الحاسوب لمحاكاة ظاهرة التغير المناخي والتنوعات المناخية. حصل على جائزة نوبل في الفيزياء لعام 2021 مع كل من كلاوس هاسلمان وچورچيو باريزي، وذلك «لعملهم الرائد في نمذجة مناخ الأرض بما يسمح بالتنبؤ بالاحترار العالمي».

## النشأة
وُلد سيوكورو مانابي في قرية شنرتسو، مقاطعة أوما في محافظة أهميه، في اليابان. جده ووالده كانا طبيبين، عملا في العيادة الوحيدة في قريتهم. التحق بمدرسة ميشيما في محافظة إهيمه. ثم قُبل في جامعة طوكيو، توقعت عائلته أن يدرس الطب، لكنه قال «حينما يقع أي حادث طارئ، يجري الدم في رأسي، لذلك لن أكون طبيبًا جيدًا». وكانت ذاكرتي سيئة، ولم أكن بارعًا في استخدام يداي. كنت أظن أن مهارتي الوحيدة هي التحديق في السماء والضياع داخل أفكاري. انضم إلى الفريق البحثي لشيجيكاتا شونو (1911-1969)، وتخصص في دراسة علم الأرصاد الجوية.